# Derrick White
Derrick Richard White (Parker, Colorado; 2 de julio de 1994) es un baloncestista estadounidense que pertenece a la plantilla de los Boston Celtics de la NBA. Con 1,93 metros de estatura, juega en las posiciones de base o escolta.

## Trayectoria deportiva

### Instituto
Jugó en su etapa de secundaria en el Legend High School de su ciudad natal, donde en su última temporada promedió 19 puntos, 5 asistencias y 4 rebotes por partido, compaginando su participación en el equipo con el equipo de béisbol. En el momento de graduarse, dos meses antes de cumplir 18 años, apenas medía 1,80 tras crecer 6 centímetros en el último año, y no recibió ninguna oferta de beca de universidades de ciclo de cuatro años. El único entrenador que nosatró interés fue Jeff Culver, de la Universidad Johnson & Wales, perteneciente a la NAIA. Entonces, Culver fue contratado como entrenador principal de la Universidad de Colorado-Colorado Springs, perteneciente a la División II de la NCAA, y ofreció a White alojamiento y comida para su primer año de universidad. Eran consciente de que el padre de White había tenido un crecimiento tardío y que las expectativas de su hijo eran las de crecer hasta el 1,96 según los médicos.

### Universidad
Con su nueva talla, White se convirtió rápidamente en la estrella de los Mountain Lions. Fue titular en todos los partidos que disputó durante tres temporadas, y al dejar la universidad lo hizo como líder histórico de puntos (1.912) y asistencias (343). En su temporada júnior promedió 25,8 puntos, 7,3 rebotes y 5,2 asistencias, llevando al equipo a disputar el Torneo de la NCAA División II. Fue elegido All-American al igual que el año anterior, siendo el primer jugador de los Lions en lograrlo, e incluido en ambas temporadas en el mejor quinteto de la Rocky Mountain Athletic Conference.
Al término de su tercera temporada decidió probarse en una de las conferencias más competitivas de la División I de la NCAA, la Pac-12 Conference, siendo transferido a los Buffaloes de la Universidad de Colorado. Allí jugó su última temporada como universitario, en la que promedió 18,1 puntos, 4,1 rebotes, 4,4 asistencias, 1,2 robos de balón y 1,4 tapones por partido. Fue incluido en el mejor quinteto de la Pac-12 Conference.

#### Estadísticas
| Año     | Equipo                    | PJ  | PT  | MPP  | %TC  | %3P  | %TL  | RPP | APP | ROB | TPP | PPP  |
| ------- | ------------------------- | --- | --- | ---- | ---- | ---- | ---- | --- | --- | --- | --- | ---- |
| 2012–13 | Colorado–Colorado Springs | 24  | 24  | 29.6 | .426 | .342 | .808 | 3.8 | 2.1 | 1.5 | 1.0 | 16.8 |
| 2013–14 | Colorado–Colorado Springs | 28  | 28  | 30.6 | .480 | .286 | .826 | 6.3 | 4.2 | 1.1 | 1.5 | 22.2 |
| 2014–15 | Colorado–Colorado Springs | 33  | 33  | 32.2 | .529 | .336 | .838 | 7.4 | 5.2 | 2.2 | 2.1 | 25.8 |
| 2016–17 | Colorado                  | 34  | 32  | 32.8 | .507 | .396 | .813 | 4.1 | 4.4 | 1.2 | 1.4 | 18.1 |
| Total   | Total                     | 119 | 117 | 31.5 | .494 | .350 | .824 | 5.4 | 4.1 | 1.5 | 1.5 | 20.9 |

### Profesional

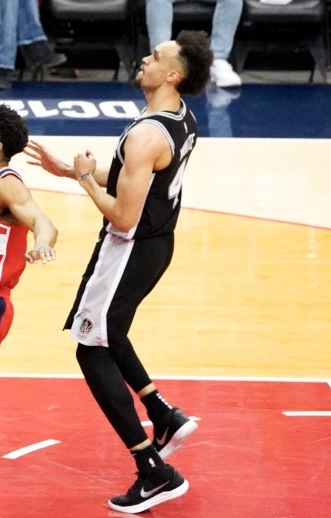
White con San Antonio Spurs en 2019.

Fue elegido en la vigésimo novena posición del Draft de la NBA de 2017 por los San Antonio Spurs.
Al comienzo de su cuarta temporada en San Antonio, el 21 de diciembre de 2020, se hizo oficial su renovación con los Spurs, por cuatro años y $73 millones.
Durante su quinto año, el 10 de febrero de 2022, es traspasado a Boston Celtics a cambio de Josh Richardson y Romeo Langford.
En su segundo año en Boston, el 10 de febrero de 2023 ante Charlotte Hornets consigue la máxima anotación de su carrera con 33 puntos. Ya en postemporada, en el sexto encuentro de finales de conferencia ante Miami Heat, anota la canasta ganadora sobre la bocina que lleva la serie al séptimo partido.
El 17 de junio de 2024 se convierte en campeón de la NBA tras la victoria de Boston en las Finales a Dallas Mavericks (4-1).
En julio de 2024 acuerda una extensión de contrato con los Celtics, por cuatro años y $125 millones.
Durante su cuarta temporada en Boston, el 5 de marzo de 2025, anota 41 puntos ante Portland Trail Blazers. Además su compañero Payton Pritchard  anotó 43 puntos, siendo la primera pareja en la historia de los Celtics en conseguir 40 o más puntos en un partido.

### Selección nacional
White integró la selección de baloncesto de Estados Unidos que terminó séptima en la Copa Mundial de Baloncesto de 2019.
Entre julio y agosto de 2024 fue parte de la selección absoluta de Estados Unidos, que disputó los Juegos Olímpicos de París, y que ganó el oro, tras vencer la final ante Francia.

## Estadísticas de su carrera en la NBA
|  | Denota temporadas en las que fue Campeón de la NBA |

### Temporada regular
| Año     | Equipo      | PJ  | PT  | MPP  | %TC  | %3P  | %TL  | RPP | APP | ROB | TPP | PPP  |
| ------- | ----------- | --- | --- | ---- | ---- | ---- | ---- | --- | --- | --- | --- | ---- |
| 2017-18 | San Antonio | 17  | 0   | 8.2  | .485 | .615 | .700 | 1.5 | .5  | .2  | .2  | 3.2  |
| 2018-19 | San Antonio | 65  | 53  | 25.8 | .476 | .333 | .769 | 3.6 | 5.0 | 1.0 | .7  | 9.9  |
| 2019-20 | San Antonio | 68  | 20  | 24.7 | .458 | .366 | .853 | 3.3 | 3.5 | .6  | .9  | 11.3 |
| 2020-21 | San Antonio | 36  | 32  | 29.6 | .411 | .346 | .851 | 3.0 | 3.5 | .7  | 1.0 | 15.4 |
| 2021-22 | San Antonio | 49  | 48  | 30.3 | .426 | .314 | .869 | 3.5 | 5.6 | 1.0 | .9  | 14.4 |
| 2021-22 | Boston      | 26  | 4   | 27.4 | .409 | .306 | .853 | 3.4 | 3.5 | .6  | .6  | 11.0 |
| 2022-23 | Boston      | 82  | 70  | 28.3 | .462 | .381 | .875 | 3.6 | 3.9 | .7  | .9  | 12.4 |
| 2023-24 | Boston      | 73  | 73  | 32.6 | .461 | .396 | .901 | 4.2 | 5.2 | 1.0 | 1.2 | 15.2 |
| Total   | Total       | 418 | 302 | 27.5 | .450 | .363 | .854 | 3.5 | 4.1 | .8  | .9  | 12.3 |

### Playoffs
| Año   | Equipo      | PJ | PT | MPP  | %TC  | %3P  | %TL  | RPP | APP | ROB | TPP | PPP  |
| ----- | ----------- | -- | -- | ---- | ---- | ---- | ---- | --- | --- | --- | --- | ---- |
| 2018  | San Antonio | 3  | 0  | 6.0  | .500 | .500 | –    | .0  | .3  | .3  | .7  | 2.3  |
| 2019  | San Antonio | 7  | 7  | 27.3 | .547 | .294 | .731 | 3.0 | 3.0 | .7  | .7  | 15.1 |
| 2022  | Boston      | 23 | 3  | 25.4 | .364 | .313 | .824 | 3.0 | 2.7 | .9  | .6  | 8.5  |
| 2023  | Boston      | 20 | 16 | 29.7 | .505 | .455 | .912 | 3.0 | 2.1 | .6  | 1.0 | 13.4 |
| 2024  | Boston      | 19 | 19 | 35.6 | .452 | .404 | .921 | 4.3 | 4.1 | .9  | 1.2 | 16.7 |
| Total | Total       | 72 | 45 | 28.7 | .455 | .394 | .852 | 3.2 | 2.8 | .8  | .9  | 12.4 |

## Vida personal
Derrick se casó con Hannah Schneider en agosto de 2021. Su primer hijo, Hendrix James White, nació en mayo de 2022, y le llamaron así en honor a Jimi Hendrix. Su segundo hijo, Daxton, nació en noviembre de 2023.